# Nekonečná pieseň
"Nekonečná pieseň" (tradução inglesa: "Canção sem fim")  foi a canção que representou a Eslováquia no Festival Eurovisão da Canção 1994 que se realizou em Dublin, na Irlanda. Foi a 15.º canção a ser interpretada na noite do festival, a seguir à canção alemã "Wir geben 'ne Party" , cantada pela banda Mekado e antes da canção lituana "Lopšinė mylimai", interpretada por Ovidijus Vyšniauskas . A canção eslovaca terminou em 19.º lugar (entre 25 participantes), tendo recebido um total de 15 pontos.  No ano seguinte, a Eslováquia foi afastada de participar (devido a este fraco resultado) e só voltaria a participar em 1996 com o tema Kým nás máš", interpretado por Marcel Palonder.
Foi  a primeira canção eslovaca na história do Festival Eurovisão da Canção e pelam primeira se pode ouvir uma canção interpretada em eslovaco naquela competição. Foi interpretada pela famosa banda de rock Tublatanka.

## Autores
A canção tinha letra de Martin Sarvaš, música de Maťo Ďurinda e foi orquestrada por Vladimir Valović.

## Letra
A canção é uma balada de amor em que o vocalista conversa com o sua antiga amante e lhe lembra dos belos momentos passados juntos.

## Outras Versões
- Neverending song (inglês)
- dancefloor mix (eslovaco [3:40]
- solid mix (eslovaco) [3:55]
- dancefloor mix (inglês) [3:40]
- solid mix (inglês) [3:55]

 "Nekonečná pieseň", canção da Eslováquia no Festival Eurovisão da Canção 1994